# MigraMar

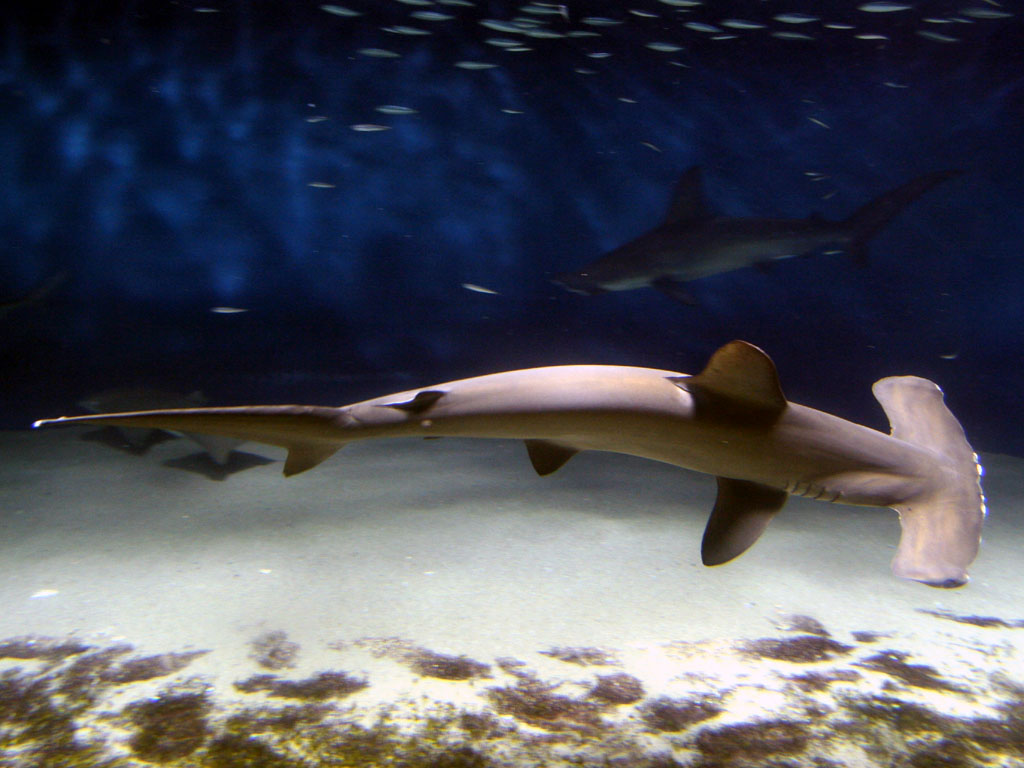
Hammerhai

MigraMar – Marine Research and Conservation Programme (steht für Migracion Marine) ist ein Netzwerk von Wissenschaftlern und wissenschaftlichen Einrichtungen in Mittel- und Südamerika mit dem Ziel, die Migrationswege von Meerestieren zu erforschen. Das Netzwerk untersucht die Wanderwege von Haien, Schildkröten und pelagischen Populationen im Ostpazifik. 
Hammerhaie wurden mit Satellitensendern ausgestattet. Auch arbeitet MigraMar mit Ultraschall-Sendern, deren Signale von unterseeischen Bojen aufgenommen werden. Koordiniert wird das Programm von der Universidad San Francisco de Quito.